# NGC 7222
NGC 7222 is een lensvormig sterrenstelsel in het sterrenbeeld Waterman. Het hemelobject werd op 11 augustus 1864 ontdekt door de Duitse astronoom Albert Marth.

## Synoniemen
- UGC 11934
- MCG 0-56-12
- ZWG 377.35
- NPM1G +01.0542
- PGC 68224